# Крымские походы
Крымские походы — военные походы русской армии против Крымского ханства, предпринятые в 1687 и 1689 годах под командованием боярина В.В. Голицына.
Походы были частью Русско-турецкой войны 1686—1700 годов и частью масштабной европейской Великой Турецкой войны.

## Предыстория
Россия стала членом антитурецкой коалиции, так называемой Священной лиги, состоявшей из Австрии, Венецианской республики и Речи Посполитой, боровшихся с Османской империей и её вассалом — Крымским ханством. В 1686 году согласно статьям договора «Вечный мир» с Речью Посполитой Русское государство обязалось разорвать Бахчисарайский мирный договор 1681 года с Османской империей, защитить Речь Посполитую от набегов крымских ханов, а также побудить донских казаков совершить в 1687 году поход на Крымское ханство. Походы были предприняты для прекращения крымских и турецких набегов на южные окраины России и Речи Посполитой, защиты торговых путей, а также для отвлечения сил крымских татар от их возможного участия в военных действиях на Днестре и Пруте.

## Первый Крымский поход
Для участия в походе готовилась большая армия под командованием князя В. В. Голицына, общая численность которой должна была составить 112 тысяч человек: 9100 человек сотенной службы, 17 300 казаков и "нижней" конницы, 10 500 московских стрельцов, 26 000 кавалерии «нового строя» и 49 200 солдат. Кроме того, с армией должно было выступить в поход около 50 тыс. малороссийских казаков гетмана И. С. Самойловича. Перевозить военные запасы и продовольствие должны были многочисленные обозы, насчитывавшие не менее 100—120 тыс. телег и возов и более 200 тыс. лошадей. Воду и конский корм предполагалось брать в многочисленных речках и на лугах по мере продвижения армии.
Согласно плану первого похода, донские казаки во главе с атаманом Ф.М. Минаевым были посланы для нанесения удара по правому флангу крымских татар, а казаки Черниговского полка Г.И. Самойловича совместно с воеводой Севского полка окольничим Л.Р. Неплюевым направлены в низовье Дона к татарской крепости Кызы-Кермен. Эти действия вынудили крымского хана Селим I Гирея сосредоточить все усилия на обороне своих владений. В результате он не смог оказать помощь турецким войскам, действовавшим против Речи Посполитой, Австрии и Венеции.
Русские войска собирались в нескольких местах: Большой полк под руководством В.В. Голицына, К.О. Щербатова и окольничего В.А. Змеева — в Ахтырке. Новгородский разряд под руководством А.С. Шеина и окольничего Д.А. Борятинского — в Сумах. Рязанский разряд под руководством В.Д. Долгорукова и окольничего П.Д. Скуратова — в Хотмыжске. Севский полк — в Красном Куте.
22 февраля (4 марта) — полковые воеводы выступили из Москвы.
К 11 марта — выдвинутые из разных районов войска должны были собраться на южных рубежах страны, однако из-за задержек сборы завершились позже этой даты, в середине мая.
18 мая — основная часть армии собралась на реке Мерла и выступила в поход.
23 мая — армия свернула к Полтаве, двигаясь на соединение с казаками Самойловича.
К 24 мая — войско гетмана прибыло к Полтаве. Как и было запланировано, оно насчитывало около 50 тыс. чел., из которых примерно 10 тыс. составляли специально набранные мещане и селяне. Казаков было решено отправить в авангарде армии.
26 мая — дождавшись подхода всех войск, Голицын провёл общий смотр своей армии, показавший, что под его командованием находилось 90 610 человек, что ненамного ниже списочной численности войска.
2 июня — войска Голицына и Самойловича встретились у пересечения рек Орель и Орчик и, объединившись, продолжили продвижение, совершая небольшие переходы от одной речки до другой.
К 22 июня — войска достигли реки Конские воды. После переправы через реку Самарка снабжать громадную армию стало затруднительно — температура повышалась, широкие реки сменились маловодными ручьями, леса — небольшими рощами, но войска продолжали движение. Крымский хан Селим I Герай в это время находился на Молочных водах, татарских отрядов в пути встречено не было. Осознавая, что его войска уступают русской армии по численности, вооружению и выучке, он повелел всем улусам отступить вглубь ханства, отравить или засыпать источники воды и выжечь степь к югу от Конских Вод. Узнав о пожаре в степи и опустошении земель вплоть до Перекопа, князь Голицын решил не менять план и продолжил поход.
13 (23) июня — русское войско пройдя за 6 недель всего 300 км, расположилось лагерем в урочище Большой Луг.
14 (24) июня — русская армия начала движение в сторону крепости Ор (Перекоп).
14—15 (24—25) июня — узнав о приближении русской армии, татары сожгли траву на значительной территории, лишив русско-казацкое войско подножного корма для лошадей. Войско продвинулось на 13 км.
12 (22) июля — достигнув реки Карачекрак, В.В. Голицын устроил военный совет. Несмотря на достаточные запасы провианта, продвижение по выжженной и опустошённой территории отрицательно сказалось на состоянии армии, лошади обессилели, обеспечение войска водой, дровами и конским кормом оказалось крайне затруднено, вследствие чего на совете было принято решение о возвращении армии к русским рубежам.
12 (22) июля — к В.В. Голицыну прибыл из Москвы думный дьяк, глава Стрелецкого приказа Ф. Л. Шакловитый, который привёз грамоту с предложением царевны Софьи Алексеевны продолжить военные действия, а в случае невозможности — построить крепости на реках Самара и Орель, оставить там гарнизоны и снаряжение для защиты Левобережной Украины от набегов крымских татар.
28 июня — начался отход войска, которое отправились на северо-запад к Днепру, где русское командование ожидало найти уцелевшие источники воды и травы для лошадей .
Для прикрытия отхода войск и борьбы с татарами было выделено ок. 20 тыс. казаков И. С. Самойловича и ок. 8 тыс. чел. воеводы Л. Р. Неплюева, которых предполагалось объединить с почти 6 тыс. чел. генерала Г. И. Косагова. В Москву отправили гонцов с известием о прекращении похода. Однако при отходе войска оказалось, что запасы воды и травы на пути отступления недостаточны, падеж скота усилился, в войске участились случаи болезней и тепловых ударов. Восполнить запасы и отдохнуть войско смогло лишь на берегах р. Самара. В ходе отступления в русском лагере возникли слухи о причастности к поджогу степи гетмана Самойловича, и на него был направлен донос в Москву И.С. Мазепой и В.Д. Кочубеем.

Пока армия Голицына переправлялась на правый берег Днепра, крымский хан решил воспользоваться разделением русского войска и ночью совершил нападение на войска Косагова, оставленные на левом берегу реки. Татары захватили часть обоза и угнали стада лошадей, однако их атака на лагерь армии была отбита. Более того, на помощь Косагову подоспели конные и пешие воины Неплюева, быстро обратившие татар в бегство и отбившие у них часть захваченного имущества. Татарская конница вновь появилась на следующий день, однако повторно атаковать русский лагерь не решилась, ограничиваясь нападениями на фуражиров и угоном нескольких небольших табунов лошадей.
22—25 июля (1—4 августа) на Коломакской раде И.С. Самойлович был низложен и арестован. Новым гетманом был выбран И. С. Мазепа, однако верные Самойловичу части воспротивились этому и подняли бунт, который прекратился после прибытия в казачий лагерь частей Неплюева.
14 (24) августа — русское войско вернулось на берег р. Мерла, где и было распущено по домам.
По завершении кампании на южных рубежах государства были оставлены войска численностью в 5 и 7 тыс. человек «для бережения великороссийских и малороссийских городов». Для следующего похода в Крым было решено построить на реке Самара укрепления, для чего там было оставлено несколько полков (см. Богородицкая крепость).
На правом фланге был разгромлен турецкий вассал, Буджакская орда. Генерал Г. И. Косагов взял крепость Очаков и некоторые другие крепости и вышел к Чёрному морю, где начал строительство крепостей. Об успехах Косагова восторженно писали западноевропейские газеты, а турки, опасаясь атаки Константинополя, стягивали к нему армии и флот.
Русское правительство, осознавая крайнюю опасность продолжения кампании в таких условиях и желая сохранить репутацию командования отступающей армии, предпочло объявить крымский поход успешным. В царских письмах говорилось, что Крымскому ханству была достаточно продемонстрирована огромная военная сила, что должно было предостеречь его от будущих нападений на русские земли. Впоследствии во избежание недовольства со стороны ратных людей им выдали денежные пособия и другие награды.

### Крымско-татарская версия похода
В крымско-татарской версии событий в изложении историка Халима Герая, представителя правящей династии Гераев, Селим Герай отдал приказ сжечь всю траву, солому и зерно, которые имелись на пути русских.
17 июля — войско хана встретило русских у местности Кара-Йылга. Точное число его армии неизвестно, однако было меньше армии Голицына. Хан разделил свою армию на три части: одну возглавил сам, а две других возглавили его сыновья — калгай Девлет Герай и нуреддин Азамат Герай. Началась битва, которая длилась 2 дня и закончилась победой крымцев. Было захвачено 30 пушек и около тысячи пленных. Русско-казацкое войско отступило и построило у местечка Куяш за крепостью Ор (Перекоп) укрепления. Ханская армия также построила укрепления у рва, находящегося перед русскими, готовясь к решающей битве. Русско-казацкая армия, страдая от жажды, была не в состоянии продолжать бой, начались переговоры о мире. К утру крымцы обнаружили, что армия русских и казаков бежала и они начали преследование. У местности Донузлы-Оба русско-казацкие войска было настигнуты крымцами и понесли потери. Главной причиной поражения было истощение русских войск вследствие подпала степи, но, несмотря на это, цель похода, а именно: отвлечь Крымское ханство от войны со Священной Лигой — была выполнена. Об отступлении русской армии, начавшемся ещё в июне, до обрисованных им столкновений, в труде Герая не сообщается, внимание акцентируется на действиях хана Селима Герая, других Гераев и их войска, но отмечается, что русские не имели «провизии, фуража и воды».
Вопреки этой версии, как отмечалось и дореволюционными, и современными исследователями, до решения об отступлении русские войска не встретили на своём пути ни одного татарина; продвижение по выжженной степи остановилось лишь из-за распространившихся по ней пожаров и недостатка провианта, задолго до каких-либо столкновений с противником. Сами столкновения носили характер незначительных стычек, причём нападение хана на русские войска в середине июля было быстро ими отбито и привело татар к бегству, хотя они и успели захватить часть обоза.
В донесении князя В. В. Голицына кампания представлена как успешная, отмечается характерное для обоих крымских походов отсутствие сколь-нибудь значительных сражений и уклонение татар от боя: «…хан с татары на себя… ратных людей наступления пришли в боязнь и ужас, и отложа обыклую свою дерзость, нигде сам не явился и юртов его татаровя… нигде не показались и бою не дали». По словам Голицына, ханское войско, избегая столкновения, ушло за Перекоп, русские войска тщетно надеялись встретить противника, после чего, изнурённые зноем, пылью, пожарами, истощением припасов и корма для лошадей, приняли решение покинуть степь.

## Второй Крымский поход
18 (28) сентября 1688 года — Софья Алексеевна объявила о необходимости нового Крымского похода. Русское правительство учло уроки первого похода и планировало начать поход ранней весной, чтобы конница в степи была обеспечена подножным кормом.
В то же время осложнилась внешнеполитическое положение Русского государства. Речь Посполитая, вопреки условиям Вечного мира, начала мирные переговоры с Османской империей, перекладывая всё бремя войны на Россию. Ранней весной (или в феврале) 1689 года русское войско, увеличенное до 150 тысяч человек (по другим данным — 112 тысяч при 400 орудиях) направилось на юг.
Русские войска вновь собирались в разных местах: Большой Полк под руководством В.В. Голицына , стольника Я.Ф. Долгорукова и окольничий В.А. Змеев — в Сумах. Новгородский разряд под руководством А.С. Шеина и стольника Ф.Ю. Барятинского — в Рыльске. Рязанский разряд возглавлял В.Д.  Долгоруков и думный дворянин А.И. Хитрово — в Обояни. Севский полк под руководством Л.Р. Неплюева — в Межеречах. Казанский полк боярина Б.П. Шереметева, включая особый полк Низовых дворян под руководством окольничего И.Ю. Леонтьева и стольника Дмитрия-Мамонова — в Чугуеве.
15—18 (25—18) апреля — русское войско (около 112 тыс. чел.) соединилось на р. Орель, артиллерия насчитывало 350 орудий.
20 (30) апреля — на р. Самара к войску присоединился отряд казаков ( ок. 40 тыс. человек) гетмана Левобережной Украины И.С. Мазепы. Русская армия продвигалась тем же порядком, как и в 1687 года.
К 13 (23) мая — крымских хан Селим I  Гирей собрал войско, насчитывающей до 160 тысяч человек.
13 (23) мая — на русский лагерь, расположенный на р. Коирка,напал татарский отряд (10 тыс. чел.).
14 (24) мая — основные силы татар атаковали армию В.В. Голицына у урочища Чёрная Долина, но понеся большие потери от огня русской артиллерии, отступили.
15 мая — недалеко от деревни Зелёная Долина произошло нападение крымских татар, которое было отбито артиллерийским огнём и ружейными залпами.
20 (30) мая — русское войско двинулись в направлении р. Каланчак и отбив атаки татарской конницы подошло к к крепости Перекоп. Главные силы татар окружили русскую армию, но их атаки вновь были отражены артиллерийским огнём. Голицын вступал в переговоры с представителями крымского хана, требуя вернуть им всех русских пленников при крымских набегах, прекратить нападение на Речь Посполитую и не помогать Османской империи.
22 мая (1 июня) — выдвинутые В.В. Голицыным требования были отвергнуты крымским ханом.
Мощь Перекопских укреплений и тот факт, что русское войско было ослаблено болезнями и безводьем, заставило В.В. Голицына отступить, бросив часть орудий.
29 мая (8 июня) — преследуемые татарской конницей русское войско достигло южных рубежей Русского государства и в этот день было распущено.
Правительство царевны Софьи Алексеевны вновь торжественно встретило В.В. Голицына в Москве.

## Итоги
Крымские походы имели большое международное значение, смогли на время отвлечь значительные силы турок и крымских татар и весьма способствовали военным успехам европейских союзников России в борьбе против Османской империи, прекращению турецкой экспансии в Европе, а также распаду заключённого в 1683 году в Адрианополе союза между Крымским ханством, Францией и перешедшим в турецкое подданство Имре Тёкёли. Вступление России в Священную Лигу спутало планы турецкого командования, вынудив его отказаться от наступления на Польшу и Венгрию и перебросить значительные силы на восток, что облегчило борьбу Лиги против турок.
Крымские походы показали незавершённость военной реформы середины XVII века в Русском государстве. Недостаточный опыт В.В. Голицына, как командующего армией. Рассредоточенность управления армией между различными государственными учреждениями и др. Начато строительство крепостей. Уроки Крымских походов были учтены царём Петром I Алексеевичем в Азовских походах 1695— 1696 годов.

## Критика
Несмотря на значительное превосходство в силе, поход огромной армии закончился её исходом, сколь-нибудь значимого столкновения между противоборствующими сторонами не произошло, а Крымскому ханству не было нанесено поражение. Вследствие этого действия русской армии подверглись критике со стороны историков и некоторых современников. Так, в 1701 году знаменитый русский публицист И. Т. Посошков, лично не имевший отношения к обоим походам и опиравшийся на то, что слышал о них, в работе «О ратном поведении» обвинял войска в «страшливости», считая бесчестием, что огромное воинство не оказало помощи разбитому татарской конницей полку думного дьяка Е. И. Украинцева.
Рассуждая о причинах неудачи похода, историк А. Г. Брикнер отмечал, что в ходе кампании столкновения между обеими сторонами носили характер лишь незначительных стычек, не доходя до настоящего сражения, а главными противниками русского войска были не столько собственно татары, число которых было невелико, сколько жаркий степной климат и проблемы обеспечения громадного войска в степи, усугубившиеся из-за охвативших армию болезней, степного пожара, оставившего лошадей без корма, и нерешительности командования.
О катастрофическом «безводье и безхлебье» в походе по жаркой степи сообщал и сам князь Голицын, говоря, что «лошади под нарядом пали, люди обезсилели», источников корма для лошадей не оказалось, а источники воды были отравлены, в то время как войска хана предали огню Перекопские посады и окружавшие их поселения и так и не появились для решающего сражения. В таком положении войско хотя и было готово «служить и кровь свою пролить», но посчитало разумным отступить, нежели продолжать действия. Татарскому мурзе, несколько раз приезжавшему в русский лагерь с предложением мира, было отвечено отказом на том основании, «что тот мир противен будет Польскому союзу».
Дореволюционный историк Н. Г. Устрялов, не считая условия, в которых находилась армия князя, невыносимыми для выполнения поставленной перед ней задачи, полагал главным виновником отступления лично князя Голицына, обвиняя его в самоволии. По его мнению, Голицын чрезмерно заботился о том, «как бы отвести своё войско в целости и, для безопасности отступления, решился предложить хану мир», несмотря на численное превосходство русского войска, его желание воевать, слабость татарской крепости и «ужас татар» после столкновения с ним у Чёрной Долины. Действия князя он подверг резкой критике, считая их «странными и непостижимыми», и утверждал, что князь сообщал неверные сведения в Москву, стремился распространить в европейских кругах ложные сведения о полном разгроме крымского хана, тем самым прикрывая неудачный исход кампании и тяжёлые потери.
Военный историк Г. А. Леер выделил четыре причины неудачного исхода походов, на первое место поставив слабое соответствие плана театру военных действий, затем игнорирование крепости Перекопа при планировании продвижения в Крым и Днепра как пути подвозов, пренебрежение рекомендованного правительством и опытными военными плана по созданию перевалочных баз и, наконец, преимущество крымскотатарской конницы.
В итоге Россия прекратила платить крымскому хану; международный авторитет России возрос после Крымских походов. Однако в результате походов цель обезопасить южные границы России так и не была достигнута.
По мнению многих историков, неудачный исход крымских походов был одной из причин свержения правительства царевны Софьи Алексеевны. Сама Софья так писала Голицыну в 1689 году, полагая верными сообщения о его успехах:

Свет мой, Васенька! Здравствуй, батюшка мой, на многие лета! И паки здравствуй, Божиею и Пресвятой Богородицы милостию и своим разумом и счастьем победив агаряне! Подай тебе Господи и впредь враги побеждать!

Существует мнение, что неудача Крымских походов сильно преувеличена после того, как Пётр I потерял половину всей армии во втором Азовском походе, хотя получил лишь выход ко внутреннему Азовскому морю. Как отмечал Н. И. Павленко, крымские походы не были бесполезны, поскольку основные их цели — выполнение обязательств перед Лигой и сковывание сил противника — были достигнуты, что имело важное дипломатическое значение в отношениях России с антиосманской коалицией.
По мнению В. А. Артамонова, прежнее толкование походов как провала кн. В. В. Голицына неверно, поскольку в Москве изначально осознавали практическую невозможность завоевания Крыма и сознательно ограничивались демонстративным выходом в степь большой массы войск, после чего в 1689—1694 годах перешли к своему привычному методу борьбы с ханством — пограничной войне на истощение.